# 주동식
주동식(朱東植, 1948년 8월 23일 ~)은 전 일본 프로 야구 도에이 플라이어스 → 닛타쿠 홈 플라이어스 → 닛폰햄 파이터스, 한신 타이거스의 투수, KBO 리그 해태 타이거즈의 투수였으며 도쿄 케이블 네트워크의 일본 프로야구 닛폰햄 담당 해설자였다. 재일 한국인으로, 일본명은 우다 도쇼쿠(宇田東植)이다.

## 출신 학교
- 타쿠쇼쿠대학제일고등학교
- 주오대학

## 인물
타쿠쇼쿠대학제일고등학교 시대의 1964년에는 여름의 고시엔 도쿄 도 예선 3회전에서 노히트 노런을 달성하였다. 그 이후엔 주오대학에 진학하고, 도토 대학 리그에서 통산 35시합으로 등판하였고, 9승 3패를 기록하였다. 혼다 기연(現 혼다 경식 야구부)을 거치며 1971년 지명 4위로 도에이 플라이어스에 입단하였고, 데뷔 당초부터 패전 처리 담당이었으나, 이스턴 리그(2군)에는 1972년에 최우수 방어율 타이틀을 획득하였다.
1979년에는 폼을 개조하고, 선발투수로서 39시합에 등판하며 규정 투구회로도 달성하였다. 방어율 3.47, 9승 3패의 성적을 기록하며, 리그 7위로 들어섰다. 1981년의 일본 시리즈의 제4전으로 4번수에 등판하였다.
1982년 1월에는 사카키바라 요시유키의 1:1 트레이드에 따라 한신 타이거스로 이적하였고, 중견 투수로서 29시합에 등판하였으나, 1년 기한으로 퇴단하였다.
1983년에는 KBO 리그의 해태 타이거즈로 이적하고, 30시합으로 등판하며 7승 7패 3세이브를 기록하고 한국 시리즈 우승에 공헌하며 1984년에 선수 은퇴를 하였다.
언더스로로의 슬로 커브가 무기이며, 그 이외의 구종으로서 슈트도 소지하고 있다.
선수 은퇴 이후에는 1989년부터 2001년까지 도쿄 케이블 네트워크 제작의 닛폰햄 전 중계에서 정규 해설자를 맡아주었으며, 2002년부터 2003년까지 기아 타이거즈로 귀환하며 투수 코치를 맡아주었다. 퇴단 이후, 일본에서 시합할 때 이승엽을 포함한 한국 야구 선수들과의 좋은 상담 상대로 활동하였다.
가라오케로는 고바야시 아키라의 노래를 주로 부른다.
2012년에는 영업 금지 구역이 되고 있다는 도쿄도 도시마구 기타오쓰카 2초메의 잡거 빌딩에서 개인실 마사지 점을 운영하다가, 풍욕영업법 위반에 따라 같은 가게의 점장과 함께 체포당했던 일을 그 해 11월 9일에 밝혀졌다. 주동식은 '이전에는 내가 점주인이었으나, 지금에는 내가 다른 사람한테 물려줬다'라는 용의를 부인하고 있다.

## 통산 기록

### 일본
| 연도 | 소속                 | 방어율 | 등판 | 선발 | 완투 | 완봉 | 무4구 | 승 | 패 | 세 | 이닝  | 타자 | 피안타 | 피홈런 | 4구 | 고의사구 | 사구 | 탈삼진 | 폭투 | 보크 | 실점 | 자책점 | 승률  | WHIP | 비고 |
| ---- | -------------------- | ------ | ---- | ---- | ---- | ---- | ----- | -- | -- | -- | ----- | ---- | ------ | ------ | --- | -------- | ---- | ------ | ---- | ---- | ---- | ------ | ----- | ---- | ---- |
| 1972 | 도에이 닛타쿠 니혼햄 | 4.86   | 12   | 0    | 0    | 0    | 0     | 0  | 0  | -  | 16.2  | 70   | 20     | 4      | 4   | 1        | 1    | 10     | 0    | 0    | 11   | 9      | ---   | 1.44 |      |
| 1973 | 도에이 닛타쿠 니혼햄 | 6.04   | 12   | 0    | 0    | 0    | 0     | 0  | 0  | -  | 22.1  | 104  | 27     | 5      | 8   | 1        | 2    | 9      | 0    | 3    | 19   | 15     | ---   | 1.57 |      |
| 1974 | 도에이 닛타쿠 니혼햄 | 0.00   | 2    | 0    | 0    | 0    | 0     | 0  | 0  | 0  | 2.0   | 7    | 2      | 0      | 0   | 0        | 0    | 2      | 0    | 0    | 1    | 0      | ---   | 1.00 |      |
| 1975 | 도에이 닛타쿠 니혼햄 | 3.88   | 18   | 2    | 1    | 0    | 0     | 2  | 2  | 0  | 51    | 223  | 61     | 5      | 9   | 0        | 6    | 13     | 0    | 0    | 29   | 22     | 0.500 | 1.37 |      |
| 1976 | 도에이 닛타쿠 니혼햄 | 0.00   | 1    | 0    | 0    | 0    | 0     | 0  | 0  | 0  | 3.1   | 17   | 4      | 0      | 1   | 0        | 0    | 0      | 0    | 0    | 1    | 0      | ---   | 1.50 |      |
| 1977 | 도에이 닛타쿠 니혼햄 | 4.54   | 13   | 4    | 0    | 0    | 0     | 0  | 1  | 0  | 37.2  | 157  | 38     | 4      | 7   | 0        | 2    | 9      | 1    | 0    | 19   | 19     | 0.000 | 1.19 |      |
| 1978 | 도에이 닛타쿠 니혼햄 | 5.00   | 15   | 9    | 2    | 0    | 1     | 2  | 3  | 0  | 54    | 232  | 68     | 7      | 8   | 0        | 4    | 16     | 0    | 0    | 35   | 30     | 0.400 | 1.41 |      |
| 1979 | 도에이 닛타쿠 니혼햄 | 3.47   | 39   | 7    | 2    | 0    | 0     | 9  | 3  | 0  | 135   | 555  | 151    | 15     | 20  | 3        | 7    | 34     | 0    | 0    | 61   | 52     | 0.750 | 1.27 |      |
| 1980 | 도에이 닛타쿠 니혼햄 | 3.54   | 22   | 12   | 2    | 1    | 0     | 3  | 6  | 0  | 84    | 348  | 89     | 11     | 14  | 2        | 1    | 37     | 0    | 0    | 35   | 33     | 0.333 | 1.23 |      |
| 1981 | 도에이 닛타쿠 니혼햄 | 6.08   | 8    | 5    | 1    | 0    | 0     | 0  | 3  | 0  | 23.2  | 114  | 37     | 3      | 3   | 1        | 3    | 9      | 0    | 0    | 21   | 16     | 0.000 | 1.69 |      |
| 1982 | 한신                 | 29     | 0    | 0    | 0    | 0    | 0     | 0  | 1  | 0  | 42    | 173  | 35     | 5      | 11  | 1        | 4    | 16     | 0    | 0    | 15   | 12     | 0.000 | 1.10 |      |
| 통산 | 11시즌               | 3.97   | 171  | 39   | 8    | 1    | 1     | 16 | 19 | 0  | 471.2 | 2000 | 532    | 59     | 85  | 9        | 30   | 155    | 1    | 3    | 247  | 208    | 0.457 | 1.31 |      |

### 대한민국
| 연도 | 소속  | 방어율 | 등판 | 선발 | 완투 | 완봉 | 승 | 패 | 세 | 이닝  | 타자 | 피안타 | 피홈런 | 4구 | 고의사구 | 사구 | 탈삼진 | 실점 | 자책점 | 승률  | WHIP | 비고 |
| ---- | ----- | ------ | ---- | ---- | ---- | ---- | -- | -- | -- | ----- | ---- | ------ | ------ | --- | -------- | ---- | ------ | ---- | ------ | ----- | ---- | ---- |
| 1983 | 해태  | 3.35   | 30   | 21   | 3    | 2    | 7  | 7  | 3  | 134.1 | 599  | 133    | 14     | 38  | 0        | 9    | 56     | 60   | 50     | 0.500 | 1.27 |      |
| 1984 | 해태  | 2.27   | 18   | 10   | 4    | 2    | 6  | 5  | 0  | 83.1  | 333  | 74     | 4      | 21  | 4        | 3    | 27     | 23   | 21     | 0.545 | 2.27 |      |
| 통산 | 2시즌 | 2.94   | 48   | 31   | 7    | 4    | 13 | 12 | 3  | 217.2 | 932  | 207    | 18     | 59  | 4        | 12   | 83     | 83   | 71     | 0.520 | 1.22 |      |

### 주요 기록

#### 첫 기록(일본 프로야구)
- 첫 등판 : 1972년 4월 28일, 대 롯데 오리온스 4차전(고라쿠엔 구장), 9회말에 여섯 번째 투수로 구원등판·완료, 1이닝 무실점
- 첫 탈삼진 : 동상, 9회초에 아리토 미치요로부터
- 첫 승리 : 1975년 8월 27일, 대 다이헤이요 클럽 라이온스 후기 11차전(헤이와다이 야구장), 4회말 2아웃에 두번째 투수로 구원등판·완료, 5회 1/3이닝 1실점
- 첫 선발·첫 선발 승리·첫 완투 승리 : 1975년 9월 6일, 대 롯데 오리온스 후기 7차전(미야기 구장), 9이닝 1실점
- 첫 완봉 승리 : 1980년 5월 13일, 대 세이부 라이온스 전기 8차전(고라쿠엔 구장)

## 등번호
- 14 (1972년 - 1981년)
- 27 (1982년)
- 15 (1983년 - 1984년)